# Dimiter Tzantchev
 (mai 2025).
Si vous disposez d'ouvrages ou d'articles de référence ou si vous connaissez des sites web de qualité traitant du thème abordé ici, merci de compléter l'article en donnant les références utiles à sa vérifiabilité et en les liant à la section « Notes et références ».
Dimiter Tzantchev est un diplomate Européen, Ambassadeur, Chef de la Délégation de l'Union Européenne en Israël. Il a rejoint le Service Européen d'Action Extérieure après une longue carrière dans le service diplomatique Bulgare où il a servi comme Ambassadeur, Représentant permanent de la Bulgarie auprès de l'Union Européenne, Vice-Ministre des Affaires étrangères de la République de Bulgarie, Ambassadeur extraordinaire et plénipotentiaire de la Bulgarie en Israël, Représentant Permanent de la Bulgarie auprès de l'Office des Nations unies et des organisations internationales à Genève. Il fut le Président du COREPER II (Le Comité des Représentants Permanents de l'UE) pendant la première Présidence Bulgare du Conseil de l'Union Européenne en 2018. Il été aussi le Doyen de COREPER II de 2017 à 2021.  
Il est né le 28 septembre 1966 à Sofia. Fils du cinéaste bulgare Tzantcho Tzantchev. Sa mère Lydia est descendante des familles les plus anciennes dans les quartiers de la capitale bulgare Sofia - Gorna Banya et Boyana. Marié à Stanislava Tsantcheva, ils ont un fils Konstantin et une fille Elena.

## Éducation
- 1985 - Lycée de langue française à Sofia.
- 1992 - Diplômé (licence) en Études arabes à l'Université de Sofia.
- 2002 - Diplômé (licence) en Droit avec spécialisation en droit international et relations internationales à l'Université de Sofia.
- 2006 - Cours Supérieur du Collège Européen de Sécurité et de Défense à Bruxelles.

Il s'est spécialisé dans les négociations internationales et de la pratique diplomatique à l'Institut international d'administration publique à Paris en 1995.
Il a aussi des spécialisations dans la Présidence des réunions internationales, Documentation de l'ONU et Techniques de négociation à l'Institut des Nations unies pour la formation et de recherche UNITAR | (Institut des Nations unies pour la Formation et la Recherche) à Genève en 2004 - 2005

## Carrière professionnelle
- Depuis Septembre 2021 - Ambassadeur, Chef de la Délégation de l'Union Européenne en Israël
- 2012 - 2021 - Ambassadeur, Représentant Permanent de la République de Bulgarie auprès de l'Union Européenne[2].
- 2010 - 2012 - Vice-Ministre des Affaires étrangères de la République de Bulgarie.
- 2008 - 2010 - Ambassadeur extraordinaire et plénipotentiaire de la Bulgarie à l'État d'Israël[3].
- 2005 - 2008 - Porte-parole du Ministère des Affaires étrangères de la République de Bulgarie.[réf. nécessaire]
- 2005 - Chef du département de l'OTAN et de la sécurité et de défense européenne au sein du Ministère des Affaires étrangères.[réf. nécessaire]
- 2002 - 2005 - Ambassadeur, Représentant Permanent de la Bulgarie auprès de l'Office des Nations unies et autres Organisations Internationales à Genève[réf. nécessaire].
- 2001 - 2002 - Conseiller diplomatique du Président de  la République de Bulgarie Petar Stoyanov.[réf. nécessaire]
- 1999 - 2001 - Chef du département du Moyen-Orient et Afrique du Nord au sein du Ministère des Affaires étrangères.[réf. nécessaire]
- 1996 - 1999 - Chef-adjoint de Mission, chef de la section politique auprès de l'Ambassade de Bulgarie à Tel-Aviv.[réf. nécessaire]
- 1993 - 1996 - Responsable des relations avec l'Irak et les pays arabes du Golfe au sein du Ministère des Affaires étrangères de la Bulgarie.[réf. nécessaire]
- 1992 - 1993 - Rédacteur à la Radio nationale Bulgare.[réf. nécessaire]

## Postes dans les organisations internationales
- Vice-président de la Commission d'indemnisation des Nations unies (2002 - 2004)[réf. nécessaire].
- Président du Conseil du commerce et développement de la Conférence des Nations unies du commerce et développement (CNUCED) (2002 - 2003)[4]
- Président du Conseil de coordination de l'Organisation mondiale de la propriété intellectuelle (OMPI) (2003 - 2004)[5]
- Président de la Ve Conférence des pays-signataires de la Convention sur les armes conventionnelles(2003)[réf. nécessaire].
- Membre du Conseil du Centre Genevois de politique et de sécurité GCSP (2002 - 2005)[6].
- Membre du Conseil du Centre du contrôle démocratique des forces armées (DECAF) à Genève (2003 - 2005)[réf. nécessaire].